# Malo Bavanište, Banatul de Sud
Malo Bavanište (Мало Баваниште) (citit în limba română Malo Bavaniște) (maghiară Kisbálványos), este un sat situat în partea de nord-est a Serbiei, în Voivodina. Aparține administrativ de comuna Cuvin. La recensământul din 2002 localitatea avea 420 locuitori. 